# محلول آبی

یون سدیم محلول در آب

محلول آبی (به انگلیسی: aqueous solution) محلولی است که حلال آن آب باشد. در معادله‌های شیمیایی با گذاشتن (aq) در پایان فرمول ماده نشان می‌دهند که ماده محلول در آب است مانند NaCl(aq). حرف‌های aq کوتاه شدهٔ واژهٔ aqueous است. آب به عنوان بهترین، در دسترس ترین و ارزان ترین حلال جهان شناخته شده‌است.
موادی که آب‌گریزند معمولاً به خوبی در آب حل نمی‌شوند ولی در مقابل مواد آب‌دوست به آسانی در آب حل می‌شوند. سدیم کلرید یا نمک خوراکی یک نمونه از مواد آب‌دوست است. اسیدها و بازها طبق تعریف هر دو محلول آبی در نظر گرفته می‌شوند.
توانایی یک ماده به حل شدن در آب بسته به این است که آیا آن ماده می‌تواند بر نیروی ربایش میان مولکول‌های آب برتری یابد یا خیر. اگر این توان را نداشت به صورت معلق در آب باقی می‌ماند یا ته‌نشین می‌شود.
محلول‌های آبی که رسانای جریان الکتریکی‌اند دارای مقدار کافی از الکترولیت قوی‌اند ولی آن‌هایی که رسانای ضعیف‌اند الکترولیت‌های ضعیف نیز دارند. یون‌های مثبت و منفی الکترولیت‌های قوی در آب به‌طور کامل از هم جدا شده‌اند (یونیزه شده‌اند).
موادی که الکترولیت نیستند، موادی‌اند که در آب حل می‌شوند ولی یکپارچگی مولکولی خود را نگه می‌دارند و به صورت یون‌های مثبت و منفی از هم جدا نمی‌شوند. شکر، اوره، گلیسیرین و متیل سولفونیل متان (MSM) از این دست‌اند.